# Солотвинське родовище кам'яної солі
Соло́твинське родо́вище кам'яно́ї со́лі — розташоване поблизу смт Солотвино (Тячівський район, Закарпатська область, Україна), неподалік від українсько-румунського кордону.

## Історія
Відомо, що сіль у цій місцевості добували ще в І-ІІ ст. н. е., за часів римського імператора Траяна. Знайдені залишки древньої шахти, римські монети ІІ-І ст.
Перша письмова згадка про Солотвино — від 1359 року. Тутешні соляні копальні перебували у власності угорської корони. Зазвичай видобуток вели відкритим способом — копальні являли собою величезні ями конусоподібної форми (завглибшки до 150 м). На дно такої ями спускалися зв'язаними між собою драбинами, а сіль підіймали за допомогою мотузки й мішка.
Будувати справжні шахти почали в останній чверті 18 століття, коли ці землі відійшли до Габсбурґів. У 19 столітті на копальнях працювали вже кілька сотень робітників.

## Новітня історія
1945 року Закарпаття було приєднано до УРСР. Відповідно Солотвинське родовище стало одним з найбільших в Україні. У кращі роки солерудник видобував до 940 тисяч тонн солі на рік. Однак останні приблизно 15 років він не працює через затоплення шахт. Найновіша шахта № 9 експлуатувалася з 1974 до 2008 року, коли її підтопило. Запасів цієї шахти вистачило б ще на 100-150 років, однак відновлення видобутку на базі старих шахт не реально, тому необхідно будувати нову шахту. Шахта № 8 також була затоплена після вичерпання запасів. А від найстарішої шахти № 7, закритої одразу після Другої світової війни, залишився величезний провал з озером.
26 березня 2024 року, згідно повідомлення Верховного Суду, Господарський суд Закарпатської області відновив провадження у справі про банкрутство державного підприємства «Солотвинський солерудник». Це стало четвертою спробою розпочати процедуру банкрутства солерудника за останні 30 років. Востаннє вона тривала з 2015 по 2019 рік, але була зупинена через законодавчий мораторій на банкрутство держпідприємств, які не підлягають приватизації. Наприкінці 2023 року суд отримав нову заяву від Головного управління ДПС у Закарпатській області, якому Солотвинський солерудник заборгував понад 8 млн гривень. Оскільки трирічний термін мораторію вичерпався, юридичних перешкод для визнання підприємства банкрутом більше немає, відтепер можуть розпочатися процедури санації чи ліквідації підприємства.

## Лікувальні можливості
Соляні шахти забезпечують унікальні умови для лікування (спелеотерапії) поширених захворювань, які важко піддаються звичайній терапії: бронхіальної астми, різних алергій і нашкірних хвороб. Повітря в шахтах Солотвина дуже чисте — у ньому міститься у 10 разів менше мікроорганізмів, ніж у приміщенні операційної. Дрібні часточки сольового розчину сприяють оздоровленню й загоєнню слизової оболонки легень. Повітря підземних галерей не містить алергенів та інших шкідливих речовин, сюди не проникають електромагнітні хвилі. Температура повітря цілий рік стабільна — на рівні 22-23 °C. 1968 року при місцевій лікарні було відкрито  алергологічне відділення. Донедавна тут щодня лікувалися близько 600 хворих на бронхіальну астму.

## Екологічні проблеми
Пам'ятка давнього гірництва, а пізніше підземна оздоровниця, сьогодні переживає занепад — внаслідок сильних повеней 1998 і 2001 рр. активізувалися процеси розмиву соляних відкладень, і ґрунт у деяких місцях (особливо над підземними камерами шахт) просідає. Ситуація в Солотвино контролюється працівниками Міністерства надзвичайних ситуацій України. Стан підземних порожнин досліджують фахівці, їхнє майбутнє залишається відкритим.
На околиці Солотвина розташовані солоні озера: їхній мінеральний склад аналогічний водам Мертвого моря. Ці водойми — антропогенного походження, вони виникли в XX ст. внаслідок просідання ґрунту над шахтами. Першим утворилося найбільше з озер — Кунігунда, коли однойменний рудник раптово просів на 20 метрів. Згодом улоговину заповнила солона вода, а на дні зібрався товстий шар аспідно-чорної лікувальної грязі.